# プランク時間
プランク時間（プランクじかん、英: Planck time、記号 : tP、単位 : sP）は、マックス・プランクによって提唱されたプランク単位系（自然単位系の一つ）における基本単位の内、時間について定義されたものである。
その値はプランク長と真空中の光速によって一意に定まり、
{\displaystyle 1_{\,}{\mbox{s}}_{p}={\sqrt {\frac {\hbar G}{c^{5}}}}=5.391\ 16(13)\times 10^{-44}\,{\mbox{s}}}
である。ここで、{\displaystyle \hbar } はディラック定数、G は万有引力定数、c は真空中の光速である。また、参考に1秒の長さをプランク時間で表すと約 1.855×1043 sP となる。
プランク時間は光子が光速でプランク長を移動するのにかかる時間であり、なんらかの物理的意味を持ちうる最小の時間単位である。プランク長やプランク時間のような極端に小さい単位においては古典的理論は有効ではなく、量子論が重要となる。

## 解説
1sPは、真空中において光が1mPに等しい距離を通過するのに必要な時間である。ビッグバンが起きてから 1 sP 以内のことをプランク時代という。従って、1mPは、この時代が終わる瞬間の宇宙の半径であるといえる。
量子力学の不確定性原理との関係上、1sPは測定可能な最小時間である。それゆえに、「プランク時間は物理現象の最小時間単位であり物理的に何らかの意味のあるものとして計測可能な最小時間である」という説が有力とされている。
また、2003年にアメリカ航空宇宙局（NASA）が発表した宇宙背景放射観測衛星WMAPの観測結果に基づく宇宙の推定年齢約 137 億年 ≒ 4.323299×1017 秒（平均太陽年を 365.24219 とした概算。記事宇宙参照）をプランク秒を単位として表すと、約 8.0193×1060 sP となる。